# Elionurus citreus
Elionurus citreus är en gräsart som först beskrevs av Robert Brown, och fick sitt nu gällande namn av William Munro och George Bentham. Elionurus citreus ingår i släktet Elionurus och familjen gräs. Inga underarter finns listade i Catalogue of Life.